# Vương quốc Dagbon
Vương quốc Dagbon là một vương quốc truyền thống ở Bắc Ghana, được thành lập bởi người Dagomba vào thế kỷ 15. Trong thời gian tồn tại, vương quốc bao gồm nhiều khu vực khác nhau từ Bắc, Thượng Tây và Thượng Đông những khu vực này ngày nay thuộc Ghana. Kể từ khi Ghana độc lập vào năm 1957, vương quốc này hiện diện với vai trò truyền thống và nghi lễ.
Lịch sử truyền miệng của vương quốc kể rằng nó được thành lập bởi một chiến binh tên là Tohazie, người này đã đến vùng đất ngày nay là miền Bắc Ghana vào thế kỷ 15 cùng với những lính kỵ binh của ông từ phía đông Hồ Chad, dừng chân tại Zamfara, ngày nay là miền bắc Nigeria, và Đế quốc Mali, trước khi định cư tại Bắc Ghana. Lịch sử ghi nhận lại vô số cuộc xung đột giữa vương quốc với các dân tộc láng giềng trong suốt thời kỳ khai sinh cho đến đầu thế kỷ 18, khi kinh đô vương quốc được dời tới thành phố Yendi. Trong khoảng thời gian này Hồi giáo truyền bá tới vương quốc, và sau đó là một khoảng thời gian bình yên và gia tăng giao thương với các vương quốc kế cận.
Năm 1888 Vương quốc Dagbon bị phân chia giữa đế quốc Đức và Anh, vào năm 1899 sự phân chia này được tổ chức thành Togoland thuộc Đức và Gold Coast. Sau Thế chiến I, đông Dagbon trở thành một phần của Togoland thuộc Anh. Gold Coast giành được độc lập vào năm 1957 với tên gọi là Ghana.
Vương quốc Dagbon kể từ khoảng thập niên 1920 diễn ra các cuộc tranh chấp kế thừa ngai vàng và xung đột, đặc biệt là mối quan hệ của nước này với người Konkomba. Một vài sự kiện bạo lực đã diễn ra bao gồm vào năm 2002 khi Vua Dagbon Yakubu Andani II, của hoàng tộc Andaniy, bị ám sát bởi những người ủng hộ hoàng tộc Abudu. Tháng 1 năm 2014, một quan nhiếp chính (lập năm 2006) có nhiệm vụ thực hiện chủ quyền của vương quốc cho đến khi một vị vua mới được bầu chọn. Ngày nay, cung điện vua Dagbon vẫn năm ở thành phố Yendi. Vương quốc được chia thành những chiefdom, phân thành từ quận đến chieftaincy ở làng. Vương triều Dagbon được biết với cái tên Ya Naa (cũng được phát âm là Ya Na, Ya-Na hay Yaa Naa).

## Lịch sử
Thời kỳ đầu của Vương quốc Dagbon từ giữa thế kỷ 15 đến cuối thế kỷ 17, chủ yếu được ghi nhận lại qua lịch sử truyền miệng dân gian, đặc biệt là qua những điệu trống. Thời kỳ thứ hai từ khoảng 1700 đến 1900, được biết tường tận hơn, ngoài những điệu trống, còn nhiều nguồn thông tin khác, một sự kiện được ghi nhận tại chính quốc gia này.

### Sự thành lập và Vương quốc đầu tiên
Vương quốc Dagbon là tổ quốc của người Dagomba, được thành lập vào thế kỷ 15. Những ghi nhận về nguồn gốc vương quốc, những người trị vì và các cuộc chiến tranh chinh phục được lưu giữ qua lịch sử những chiếc trống. Những ghi nhận này kể lại câu chuyện của Tohazhie, "Thợ săn Đỏ" người đã rời khỏi Tunga, phía đông hồ Chad với một nhóm nhỏ kỵ binh để đến Zamfara, ngày nay là Nigeria, trước khi đi tới Mali. Tohazhie kết hôn với con gái của vua Mali, Pag Wabga và sinh ra một đứa con trai Kpogon-umbo.
Sau khi ở một thời gian ngắn ở Mali, Kpogonumbo và những người phò tá cho ông xung đột với Đế quốc Songhai đang trỗi dậy ở tây Phi, và những cuộc tấn công trả đũa của Songhay buộc Kpogonumbo và lực lượng của ông phải lui về phía nam. Kpogonumbo sau đó đã đóng tại Biun ở Gurma. Con trai ông, Naa Gbewaa (hay Bawa), rời Biun với một số tùy tùng để thiết lập căn cứ tại Pusiga ở vùng đông bắc Ghana, nơi ông trị vì cho tới khi bị mù. Con trai của Naa Gbewaa là Zirili, kế vị ông nhưng, quyền kế vị bị tranh chấp giữa ba anh em nhỏ hơn của Zirili là Sitogu, Tohagu và Mantabo dẫn đến sự bất ổn trong vương quốc. Naa Gbewaa được hậu thế ghi nhận là người thành lập của các vương quốc Dagbon và Mamprugu và Nanumba, với vai trò là vị vua đầu tiên, thành lập các vương triều thông qua các con ông.
Con trai của Naa Gbewaa là Sitogu ở thị trấn Gambaga một thời gian ngắn trước khi đi về phía nam tới Namburugu, gần Karaga, tại đây ông đã thành lập nhà nước Dagbon. Vua của họ được gọi là Ya Naa, nghĩa là "vị vua quyền năng". Khi Sitobu đi về phía nam, ông gặp các nhóm thổ dân, như Konkomba, Nafeba, Basare và Chamba, những nhóm này không có cấu trúc xã hội tập trung, trừ các chức danh có tên là tengdana hay tindana giáo sĩ trái đất, có nghĩa đen là "người sở hữu đất đai". Tengdana tồn tại thông qua việc thực hiện các nghi lễ tín ngưỡng, và đóng vai trò trung gian giữa người và các thần linh của đất trời.
Con trai của Sitobu là Naa Nyagsi (r. 1416-1432) thừa kế ngai vàng và phát động chiến tranh bành trướng, giết chết nhiều tengdana và nắm quyền cai trị các nhóm thổ dân. Naa Nyagsi thiết lập kinh đô của mình tại Yendi (Yendi Dabari), trong vùng Diyali, gầnTamale, và lập một hệ thống cai trị qua việc ban chức cho các con trai, anh em và chú làm người cai quản những tộc người này. Các tengdamba sống sót tiếp tục đóng vai trò giáo sĩ trời đất, trong khi một số thành viên Konkomba được bổ nhiệm vai trò quân sự.

### Thế kỷ 18 và vương quốc thứ hai
Khoảng năm 1700, kinh được di dời từ Yendi Dabari đến một thành phố mới (cũng được gọi là Yendi) ở phía đông bởi vì các cuộc chiến tranh triền miên với người Gonja. Tình trạng đối đầu tại Daboya đã gây tổn thất lớn cho người Dagomba. Naa Tutugri trả đũa bằng việc đánh bại người Gonja gần Yen Dabari, nhưng người kế vị ông là Naa Luro, bất chấp những thắng lợi trước Gonja, vẫn không thể cầm cự nổi và phải dời kinh đô đến Yendi. Người Gonja tiếp tục đông tiến, nhưng đến năm 1713, Naa Zangina cuối cùng đã kết thúc các cuộc tấn công của người Gonja khi ông đã có chiến thắng quyết định giết chết thủ lĩnh của họ là Kumpatia, tại Sang gần Yendi.
Naa Zangina không chỉ nổi tiếng là vị vua Hồi giáo đầu tiên của Dagbon, mà còn được ghi nhận là đã giúp tăng cường giao thương. Bằng việc dời kinh đô tới Yendi và tái lập hòa bình, cộng đồng Hồi giáo bắt đầu phát triển tại cung điện Ya Naa's ở Yendi. Người Dyula, có nguồn gốc Mande lãnh đạo bởi Sabali-Yarla, và người Hồi Hausa lãnh đạo bởi Kamshe Naa, đã tăng cường truyền bá Hồi giáo tới vương quốc. Bắt đầu với Sabali-Yarna, và sau là Kamshe Naa, những người này chịu trách nhiệm bảo vệ những người cầu nguyện tại Ya Naa. Tại cung điện Ya Naa, Cái chức danh Hồi giáo, dấu hiệu của sự thâm nhập của các chức sắc Hồi giáo vào cơ cấu chính quyền, bao gồm Walgu Naa, người có nhiệm vụ đảm bảo Ya Naa sẽ "thấm nhuần Qur'an"; Nayil Liman, imam của Ya Naa, và Yidan Kambala, tập sự imam.
Việc mở rộng giao thương với Dyula, và sau là Hausa, đã giúp kết nối Dagbon với các vương quốc láng giềng, như Fezzan, Ai Cập, và Bight of Benin. Đến năm 1788, Yendi được cho là đã lớn hơn Kumasi và Salaga.
Nền văn hóa của quốc gia này gần gũi với cách vương quốc Sahelian, đặc biệt là vương quốc Mossi, đế quốc Mali, Đế quốc Songhai, và Hausa Bakwai, mà Dagbon có mối giao thương về các mặt hàng muối, kola nut, và nô lệ.

### Thuộc địa
Năm 1888, Dagbon trở thành một phần của vùng trung lập, trải dài từ Yeji đến Yendi, vốn được thiết lập như là vùng đệm cho sự xung đột giữa người Đức và Anh. Khu vực này sau đó cuối cùng cũng bị phân chia giữa hai đế quốc, và Yendi, nơi có Ya Naa, nằm dưới quyền cai trị của người Đứcl, bị tách rời khỏi khu vực phía tây. Năm 1896, người Đức đụng độ với người Dagomba tại Trận Adigbo và kết quả là Yendi bị phá hủy. Khoảng 7,000 người, chủ yếu là quân đội Dagomba được trang bị yếu kém bị tàn sát bởi 100 lính Đức trang bị tốt. Năm 1899, người Anh và người Đức chia Dagbon thành Togoland thuộc Đức và Bờ biển Vàng.
Sau Thế chiến I, phía Đông Dagbon trở thành một phần của Togoland thuộc Anh thông qua Hội quốc liên và tái hợp với phần phía tây, cho phép Ya Naa tái kiểm soát người dân của nó. Người Anh điều hành gián tiếp bằng các trưởng người Dagomba với vai trò là chính quyền địa phương. Chính sách này bị người Dagomba lạm dụng nhằm thống trị Konkomba. Người Anh không quan tâm đến phát triển kinh tế của Dagbon. Để trả thuế đầu người mà người Anh đưa ra, người Dagomba phải di cư xuống Bờ Biển Vàng để làm việc trong các mỏ và đồn điền cacao.
Vương quốc Dagbon hưởng quy chế tự chủ trước khi trở thành một phần của vương quốc Ashanti và Togoland thuộc Anh.

### Ngày nay
Ngày nay, cung điện Ya Naa vẫn còn tồn tại ở Yendi. Vương quốc được chia thành các chiefdom, dưới nữa là các quận và làng chieftaincy. Các chieftaincy như Karaga, Savalugu và Mion, được trao cho các con trai của cựu Ya Naa, và năng lực của họ phải được kiểm tra cho vai trò Namship, hay trưởng chiefdom, tại Yendi. Các chieftaincy nhỏ hơn cho các cháu nội. Quyền kế vị của Nam luôn được luân chuyển giữa ba nhà hoàng gia, và hiện nay giảm xuống hai là Andani và Abudu.
Trong suốt thế kỷ gần đây, Dagomba phải đối mặt với cách tranh chấp liên tiếp về quyền kế vị. Sau cái chết của Ya-Na Mahama II vào năm 1954, tranh chấp kế vị leo thang bạo lực. Chính phủ liên bang đã phải gửi binh lính tới Yendi và can thiệp để quyết định quyền kế vị. Căng thẳng sắc tộc cũng tàn phát phía bắc Ghana. Bạo lực đã bùng phát giữa người Dagomba và Konkomba về quyền sở hữu và sử dụng đất đai trong các năm 1914, 1917, thập niên 1940 và 1980. Trong thập niên 1990 căng thẳng sắc tộc đã làm rúng động khu vực. Mười hai người bị giết ở Tamale vào năm 1994 khi cảnh sát bắn vào một nhóm người Dagomba đã tấn công người Konkomba.
Tháng 4 năm 2002, Ya Naa Yakubu Andani II, thuộc nhà Andani, bị ám sát cùng với bốn mươi họ hàng bởi những người ủng hộ nhà Abudu. Sau tám năm, vào ngày 10 tháng 4 năm 2010, khoảng ba mươi đến bốn mươi người bị bắt giữ vì phạm tội ở Yendi và các khu vực của Accra nhằm đưa ra xét xử. Đến tháng 1 năm 2014, người kế vị vẫn chưa được chọn, và một nhiếp chính (được lập năm 2006) làm nhiệm vụ cai quản vương quốc cho đến khi một vị vua được bầu lên.